# Con tốt thí
Con tốt thí (tựa gốc: Gambit) là một phim điện ảnh hài 2012 do Michael Hoffman đạo diễn, có sự tham gia của Colin Firth, Cameron Diaz, Alan Rickman và Stanley Tucci. Đây là bản làm lại (remake) của bộ phim cùng tên năm 1966 có sự tham gia của Shirley MacLaine và Michael Caine. Phim không bao giờ được phát hành chiếu rạp tại Hoa Kỳ, dù lịch chiêu dự kiến là 12 tháng 10 năm 2012, và được đưa thẳng lên DVD.